# Ulm Challenger 2002
Lo Ulm Challenger 2002 è stato un torneo di tennis facente parte della categoria ATP Challenger Series nell'ambito dell'ATP Challenger Series 2002. Il torneo si è giocato a Ulma in Germania dal 2 al 7 luglio 2002 su campi in terra rossa.

## Vincitori

### Singolare
Oliver Gross ha battuto in finale  Martin Verkerk con il punteggio di 7–6(5), 4–6, 6–3

### Doppio
Leoš Friedl /  David Škoch hanno battuto in finale  Tim Crichton /  Todd Perry con il punteggio di 6–3, 4–6, 7–5